# Brian Brennan (Politiker)

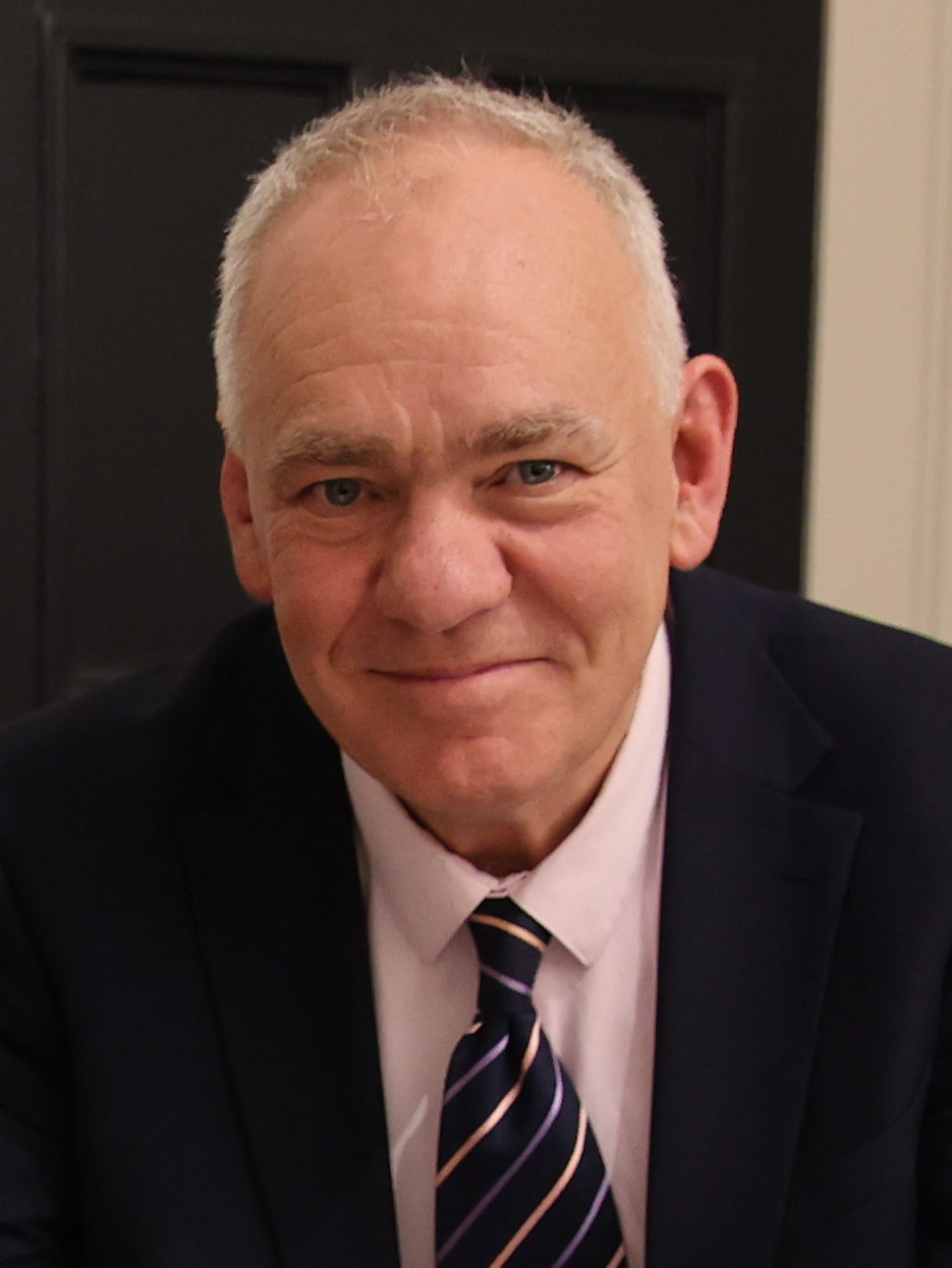
Brian Brennan (2024)

Brian Brennan (* im 20. Jahrhundert im Irland) ist ein irischer Politiker der Fine Gael. Seit 2024 ist er Teachta Dála (Abgeordneter) im Dáil Éireann, dem irischen Unterhaus. 

## Leben
Brennan übernahm von seinem Vater einen Pub und ein Restaurant in Gorey. Er übernahm das Arklow Bay Hotel und etablierte die Brennan Hotel Group. Nach dem verheerenden Erdbeben von 2004 gründete er den Ireland Sri Lanka Orphanage Fund und ließ aus den Geldern fünf Waisenhäuser in Sri Lanka errichten. Er betreibt eine Consultingfirma im Hotelwesen. Bei den Wahlen zum Dáil Éireann 2024 trat er für den Wahlkreis Wicklow–Wexford an und konnte einen Sitz erringen.

## Privates
Brennan ist verheiratet und hat zwei Kinder.